# Ikuo Takahara
Ikuo Takahara, född 14 oktober 1957 i Japan, är en japansk tidigare fotbollsspelare.